# Petr Messany
Petr Messany (* 30. listopadu 1935, Praha – 26. října 2018) byl český astrolog a autor literatury faktu. Pravidelně publikoval astrologické věštby v Listech Hlavního města Prahy. Za „vytrvalé šíření kostýmované astrologie a příbuzných nauk všemožnými prostředky“ dostal od Českého klubu skeptiků Sisyfos anticenu Bludný balvan.
Byl členem Klubu autorů literatury faktu. Napsal dvě knihy: Hvězdy a rebelové ve hvězdách (společně s O. Brůnou, Praha, Akcent, 1998) a Sváteční žena – Zita Kabátová (Praha, Akcent, 1999).
V protokolech registrace svazků agenturního a kontrarozvědného rozpracování vystupuje pod krycím jménem "Oskar", a měl propůjčený byt, což byla vědomá spolupráce se státní bezpečností.